# Geocoris varius
Geocoris varius é uma espécie de inseto de olhos grandes da família Geocoridae, encontrada no leste da Ásia.